# Siettitia balsetensis
Siettitia balsetensis là một loài bọ nước tuyệt chủng ở Pháp. Nó và loài Siettitia ayenionensis là 2 loài duy nhất trong chi Siettitia.